# Viktor Potapov
Pour les articles homonymes, voir Potapov.
Viktor Iakovlevitch Potapov (en russe : Виктор Яковлевич Потапов), né le 29 mars 1947 à Dolgoproudny et mort le 10 décembre 2017 dans la même ville, est un skipper soviétique puis russe.

## Palmarès

### Jeux olympiques
- Munich 1972
  -  Médaille de bronze en Finn[2].